# Phebalium lowanense
Phebalium lowanense är en vinruteväxtart som beskrevs av James Hamlyn Willis. Phebalium lowanense ingår i släktet Phebalium och familjen vinruteväxter. Inga underarter finns listade i Catalogue of Life.